# Euryaulax maculipennis
Euryaulax maculipennis är en insektsart som beskrevs av Schmidt 1927. Euryaulax maculipennis ingår i släktet Euryaulax och familjen spottstritar. Inga underarter finns listade i Catalogue of Life.